# 我是不是真的戀愛了
《我是不是真的戀愛了》是香港歌手黎瑞恩的第三張大碟，在1993年4月21日推出。
本專輯為她首次勇奪白金銷售成績，曾於香港IFPI唱片銷量榜上榜六星期，最高進佔冠軍位置。專輯第一主打歌為《一人有一個夢想》，此歌一推出立即全港風行熱播，並一舉奪得四台流行榜冠軍位置，在香港民間及卡拉OK均大受歡迎，使黎瑞恩因此一曲走紅。《一人有一個夢想》成功入選成為當年十大中文金曲及十大勁歌金曲頒獎典禮的十大金曲獎之一。而第二主打歌是改編自金素梅同名動人情歌《多情》亦深得樂迷喜愛，第三主打是《無須太早決定》；專輯同時收錄黎瑞恩與兩大天王張學友合唱的《長流不息》及黎明合唱的《一家笑口》。此外，動畫主題曲《正義》在當年也深受年青階層歡迎，曾入選TVB兒歌金曲獎。

## 曲目
| 曲序     | 曲目                   |          | 作曲                                     | 编曲           | 製作人   | 备注                                                                                | 时长  |
| -------- | ---------------------- | -------- | ---------------------------------------- | -------------- | -------- | ----------------------------------------------------------------------------------- | ----- |
| 1.       | 我是不是真的戀愛了     | 小美     | Joey Carbone Dennis Belfield             | 余仲輝         | 陳劍和   | 原曲為Maizurah的《Am I in Love?》                                                   | 5:11  |
| 2.       | 一人有一個夢想         | 向雪懷   | 盧東尼                                   | 盧東尼         | 陳劍和   | 第一主打 國語版本為《一人有一個夢想》及藍心湄《一見鍾情》                           | 3:49  |
| 3.       | 多情                   | 向雪懷   | 周治平                                   | 盧東尼         | 陳劍和   | 第二主打 改編自金素梅的《多情》                                                     | 4:09  |
| 4.       | 無須太早決定           | 張美賢   | 盧東尼 麥潔芳                            | 盧東尼         | 陳劍和   | 第三主打 國語版本為《從相處到了解》                                                 | 3:43  |
| 5.       | 正義（Peaceful Mix）   | 向雪懷   | 盧東尼                                   | 盧東尼         | 陳劍和   | 卡通片集《無敵3x1》主題曲                                                           | 4:04  |
| 6.       | 長流不息（张学友合唱） | 簡寧     | 顧嘉煇                                   | 顧嘉煇         | 歐丁玉   | 重新收錄 首次收錄於張學友粵語專輯《愛火花》中 1992年日劇《長流不息》(TVB轉播)主題曲 | 3:42  |
| 7.       | 夢想一天               | 張美賢   | Alex Dela Cruz                           | Alex Dela Cruz | 陳劍和   |                                                                                     | 4:06  |
| 8.       | 等到今夜               | 林夕     | 方樹樑                                   | 方樹樑         | 陳劍和   |                                                                                     | 3:53  |
| 9.       | 資深戀愛家             | 陳少琪   | Cathy Dennis Shep Pettibone Tony Shimkin | 梁偉基         | 陳劍和   | 原曲為Cathy Dennis的《Irresistible》                                                | 3:47  |
| 10.      | 一家笑口（黎明合唱）   | 向雪懷   | 蔡國權                                   | 蘇德華         | 陳永明   |                                                                                     | 4:01  |
| 11.      | 玉女心經               | 陳少琪   | 趙增熹                                   | 趙增熹         | 陳劍和   |                                                                                     | 4:47  |
| 12.      | 正義（Warrior Mix）    | 向雪懷   | 盧東尼                                   | 盧東尼         | 陳劍和   | 卡通片集《無敵3x1》主題曲                                                           | 3:31  |
| 总时长： | 总时长：               | 总时长： | 总时长：                                 | 总时长：       | 总时长： | 总时长：                                                                            | 48:46 |

## 唱片版本
- CD版
- 盒帶版

## 轶事
主打歌「一人有一個夢想」成為1995年香港高級程度會考中國語文及文化科試卷四甲部「個人短講」考試的題材。

## IFPI唱片銷量榜
- 日期 位置 歌手 專輯
- 5-06 2 黎瑞恩 我是不是真的戀愛了
- 5-13 1 黎瑞恩 我是不是真的戀愛了
- 5-20 2 黎瑞恩 我是不是真的戀愛了
- 5-27 4 黎瑞恩 我是不是真的戀愛了
- 6-03 3 黎瑞恩 我是不是真的戀愛了
- 6-10 3 黎瑞恩 我是不是真的戀愛了
- 6-17 6 黎瑞恩 我是不是真的戀愛了

## 音樂錄像

### 原人演出
- 一人有一個夢想（寶麗金金曲卡拉OK POL33022（1993年、部分原聲）和寶麗金卡拉OK碟聖巨星MTV Vol.4（1993年，原聲））
- 多情（寶麗金金曲卡拉OK POL33022（1993年、部分原聲））
- 無須太早決定（寶麗金金曲卡拉OK POL33023（1993年、部分原聲）和寶麗金卡拉OK碟聖巨星原裝Music Videos Vol.5（1994年，原聲））
- 長流不息（張學友合唱）（寶麗金金曲卡拉OK POL33020（1993年，部份原聲）、寶麗金卡拉OK碟聖新一代MUSIC VIDEOS原裝卡拉OK Vol.2（1995年，原聲））

### 非原人演出
- 我是不是真的戀愛了（寶麗金卡拉OK碟聖28巨星原裝金曲（1993年，原聲））
- 一人有一個夢想（粵語） / 一見鍾情（國語）（寶麗金卡拉OK碟聖28巨星原裝金曲（1993年，原聲）和寶麗金卡拉OK碟聖33巨星原裝金曲（1994年，原聲））
- 多情（粵語） / 多情（國語）（（寶麗金卡拉OK碟聖26國語歌曲精選（1993年、非原聲）、寶麗金卡拉OK碟聖31巨星原裝金曲（1993年，原聲））
- 長流不息（張學友合唱）（寶麗金卡拉OK碟聖張學友原裝卡拉OK精選 Vol.2（1993年，原聲）、寶麗金卡拉OK碟聖27合唱歌曲精選（1993年，非原聲）和寶麗金卡拉OK碟聖29粵語歌曲精選（1993年，非原聲））
- 夢想一天（（寶麗金金曲卡拉OK POL33024（1993年，部份原聲））
- 一家笑口（黎明合唱）（寶麗金卡拉OK碟聖27合唱歌曲精選（1993年、非原聲））
- 等到今夜（寶麗金金曲卡拉OK POL33023（1993年、部分原聲）和寶麗金卡拉OK碟聖33巨星原裝金曲（1994年，原聲））
- 正義（Warrior Mix）（（寶麗金金曲卡拉OK POL33024（1993年，部份原聲））